# Чинджа-де-Ботти
Чинджа-де-Ботти (итал. Cingia de' Botti) — коммуна в Италии, располагается в регионе Ломбардия, в провинции Кремона.
Население составляет 1218 человек (2008 г.), плотность населения составляет 91 чел./км². Занимает площадь 14 км². Почтовый индекс — 26042. Телефонный код — 0375.
Покровителем коммуны почитается святой апостол и евангелист Иоанн Богослов.

## Демография
Динамика населения:

## Администрация коммуны
- Официальный сайт: